# 志摩みずえ
志摩 みずえ（しま みずえ、1953年6月24日 - ）は、日本の元女優。本名、奈良 瑞恵。
東京都出身。エクランプロに所属していた。

## 来歴
高校在学中より雑誌のモデルをしていたが、高校卒業後の1972年、テレビドラマ『決めろ!フィニッシュ』の主演・白鳥みゆき役に起用される。学生時代にはバレーや卓球の経験があったが、『決めろ!フィニッシュ』の題材となった体操競技は未経験のため、クランクイン前に訓練を受けており、当時のプロフィールでは「初めての主役のチャンスなので、必死でやっています」と述べている。
本作終了後は、『アイちゃんが行く!』『かあさんの四季』『嫁チャンポン』などのテレビドラマにレギュラー出演した。
趣味は料理で、幼少時より機械いじりが好きであった。目標とする女優に吉永小百合を挙げており、1974年のプロフィールでは「これまでの作品は青春ドラマが多かったので、メロドラマのヒロインに挑戦したい」と述べている。

## 出演

### テレビドラマ
- 大江戸捜査網（12ch）
  - 第86話「いのち捧げます」（1972年）
  - 第220話「御用船大爆破」（1975年） - お夏
  - 第270話「王将に秘めた疑惑」（1976年） - おふゆ
- 決めろ!フィニッシュ（1972年、TBS） - 主演・白鳥みゆき
- かあさんの四季（1972年、CX）
- アイアンキング 第10話  ｢死者へのくちづけ｣（1972年、TBS）- 京子
- 熱血猿飛佐助（1973年、TBS）
- アイちゃんが行く! 第19話「やっとお父さんに」 - 第31話「長い旅の終わり」（1973年、CX） - 花村和美
- 遠山の金さん捕物帳 第139話「悪夢に追われた男」（1973年、NET） - お久
- 刑事くん 第2部 第17話 ｢朝日に誓って･･･｣  (1973年、TBS)  - 山中リエ
- おこれ!男だ 第14話｢足跡マークは美人の勲章!!｣、第15話｢無人島に本当の幽霊がいた!!｣、第20話「新婚旅行で高知に来ました！」（1973年、NTV）- 津田雪子
- 嫁チャンポン（1973年、ABC） - 久美子
- 新十郎捕物帖・快刀乱麻（1973年 - 1974年、ABC） - 小糸
- 狼・無頼控 第2話「女狩り秘聞」（1973年、MBS）
- 風の中のあいつ（1973年、TBS）
- 銭形平次 （CX）
  - 第387話「私の好きな平次親分」（1973年）- お千代
  - 第511話「愛憎流転」（1976年）
- テレビスター劇場 / ふしぎな御縁で（1974年、NET）
- 東芝日曜劇場 / ふるさとシリーズ・その4「再会」（1974年、TBS） - 森本初枝
- 夕ばえ作戦（1974年、NHK総合） - 風魔洋子
- 大久保彦左衛門 第28話「祈りの剣」（1974年、KTV） - 吉友たづ
- 伝七捕物帳 （NTV）
  - 第48話「恋の十手になみだ雨」（1974年）- おひさ
  - 第79話「愚かなり! ああ親ごころ」（1975年）- 雪路
- バーディー大作戦 第22話「真夜中の美女強盗団」（1974年、TBS）- 立花雪子
- 必殺シリーズ（ABC）
  - 暗闇仕留人 第5話「追われて候」（1974年） - おしげ
  - 必殺仕置屋稼業 第26話「一筆啓上脅迫が見えた」（1975年） - お京
  - 必殺仕業人 第17話「あんたこの掠奪をどう思う」（1976年） - おきよ
  - 新必殺仕置人 第17話「代役無用」（1977年） - おいと
  - 新・必殺からくり人 第6話「東海道五十三次殺し旅 日坂」（1977年） - おその
- 傷だらけの天使 第9話「ピエロに結婚行進曲を」（1974年、NTV） - のり子
- 太陽にほえろ!（NTV）
  - 第126話「跳弾」（1974年） - 浦林広美
  - 第170話「再出発」（1975年） - 関口充子
- 大河ドラマ / 元禄太平記（1975年） - おかる
- ありがとう 第4シリーズ（1975年）- 合田美代子
- 義姉弟（1975年、CX)  - 主演・石岡妙子
- ふりむくな鶴吉 第24話「貞女気質」（1975年、NHK） - 加代
- 俺たちの旅 第10話「おふくろひさんも女なのです」（1975年、NTV） - 雪絵
- 長崎犯科帳 第20話「怪談唐人屋敷」（1975年、NTV） - 深雪
- 愛染かつら（1976年、NHK）
- 同心部屋御用帳 江戸の旋風II 第23話「牢破り」（1976年、CX) - おきち
- 影同心II 第19話「御用地図強奪」（1976年、MBS） - 月江
- いろはの"い" 第28話「女を見張れ」（1977年、NTV） - 宮脇ヨシコ
- 華麗なる刑事 第11話「たった一人の斗い」（1977年、CX） - 大谷ノリコ
- 遠山の金さん 第93話「盗っ人修行」（1977年、テレビ朝日） - お銀
- 大都会 PARTII 第23話「護送」（1977年、NTV） - 吉浦清美
- 特捜最前線（1977年、ANB） - 神代夏子（初代）
  - 第3話「禁じられた愛の詩」[注釈 1]
  - 第6話「私の愛の墓標」
  - 第8話「愛と復讐の銃弾」
- 人形佐七捕物帳 第11話「友を狙った火薬弾」（1977年、ANB）

### 映画
- あした輝く（1974年、松竹）
- おれの行く道（1975年、松竹）